# Wullenstetten

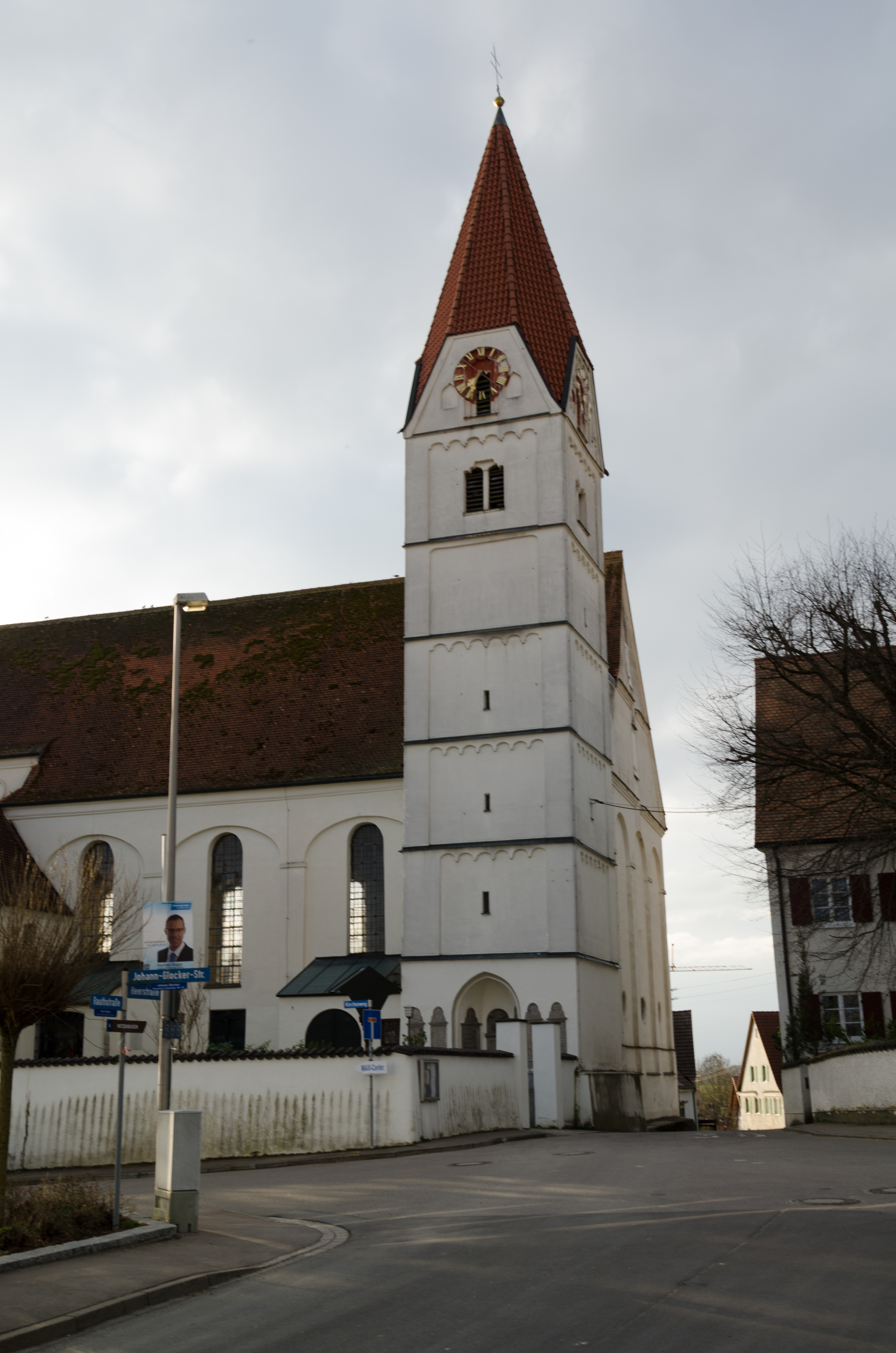
Katholische Pfarrkirche Mariä Verkündigung (2014)

Wullenstetten ist ein Stadtteil der Stadt Senden im schwäbischen Landkreis Neu-Ulm in Bayern.

## Geographie
Das Pfarrdorf liegt südöstlich des Hauptortes Senden. Westlich verläuft die Staatsstraße 2031, nördlich die B 28 und östlich die A 7 mit dem Autobahndreieck Hittistetten und die Staatsstraße 2029. Westlich fließt der Landgraben, ein linker Zufluss der Leibi. Im Süden verläuft die Bahnstrecke Senden–Weißenhorn, an der Wullenstetten einen Haltepunkt besitzt. Südwestlich erstreckt sich das rund 185 ha große Naturschutzgebiet Wochenau und Illerzeller Auwald, südöstlich liegen der 555 Meter hohe Hangelberg und das rund 69 ha große Naturschutzgebiet Wasenlöcher bei Illerberg.

## Bauwerke
In der Liste der Baudenkmäler in Senden (Bayern) sind für Wullenstetten sechs Baudenkmäler aufgeführt, darunter:
- Die katholische Pfarrkirche Mariä Verkündigung ist ein Saalbau mit eingezogenem Polygonalchor und einem Turm im Nordwesten des Kirchenschiffs. Der Turm stammt vom spätgotischen Vorgängerbau (um 1480), der Neubau von Chor und Schiff erfolgte 1607–1611.